# Tidselkugle
Tidselkugle (Echinops)  er en slægt med ca. 120 arter, der er udbredt i Europa, Asien og på de afrikanske bjerge. De er kendetegnet ved opret vækst, tidselagtige, tornede blade og en endestillet, kuglerund blomsterstand. Her nævnes kun de arter, som dyrkes i Danmark.
| Arter |

- Fligetbladet tidselkugle (Echinops sphaerocephalus)
- Glatbladet tidselkugle (Echinops ritro)